# Bulbophyllum trigonidioides
Bulbophyllum trigonidioides är en orkidéart som beskrevs av Johannes Jacobus Smith. Bulbophyllum trigonidioides ingår i släktet Bulbophyllum och familjen orkidéer. Inga underarter finns listade i Catalogue of Life.